# Resolutie 29 Veiligheidsraad Verenigde Naties
Resolutie 29 van de Veiligheidsraad van de Verenigde Naties werd unaniem aangenomen op 12 augustus 1947.

## Achtergrond
De VN-Veiligheidsraad moest kandidaat-lidstaten van de Verenigde Naties aanbevelen alvorens ze door de Algemene Vergadering kunnen worden toegelaten. In 1946 hadden negen landen hun kandidatuur gesteld. De Veiligheidsraad besliste in resolutie 8 om er hiervan drie aan te bevelen. De overige landen waren doorgestuurd naar het Comité voor de Toelating van Nieuwe Leden, dat vroeg opnieuw overwegingen te maken voor de landen Albanië, Mongolië, Transjordanië, Ierland en Portugal. Het verzoek om lidmaatschap van Hongarije, Italië, Roemenië, Oostenrijk, Jemen en Bulgarije moest worden bestudeerd. Verder was er nog de kandidatuur van Pakistan.

## Inhoud
De Veiligheidsraad had het rapport van het Comité voor de Toelating van Nieuwe Leden ontvangen en bestudeerd, betreffende het herbekijken van de hierboven als eerste genoemde vijf landen en het bekijken van de daarna genoemde zes landen. De Veiligheidsraad had verder de kandidatuur van Pakistan ontvangen en overwogen. Ook de verklaringen inzake van de leden van de Veiligheidsraad waren goed overwogen.
De Veiligheidsraad beval aan de Algemene Vergadering het VN-lidmaatschap van Jemen en Pakistan aan.

## Verwante resoluties
- Resolutie 8 Veiligheidsraad Verenigde Naties besliste drie van de negen landen aan te bevelen.
- Resolutie 24 Veiligheidsraad Verenigde Naties die besliste de vraag om Hongarije toe te laten doorverwees.
- Resolutie 25 Veiligheidsraad Verenigde Naties die de vraag van Italië eveneens doorverwees.

Lijst ·  16 ·  17 ·  18 ·  19 ·  20 ·  21 ·  22 ·  23 ·  24 ·  25 ·  26 ·  27 ·  28 ·  29 ·  30 ·  31 ·  32 ·  33 ·  34 ·  35 ·  36 ·  37